# 総合美術
総合美術（そうごうびじゅつ、ドイツ語: Gesamtkunstwerk）は、19世紀ドイツにおけるロマン主義から発祥した美的概念。総合芸術（そうごうげいじゅつ）とも呼ばれる。
一般的に、単一の芸術作品における音楽・演劇・歌・ダンス・造形芸術の結合を指す。特にドイツでは、様々な形式の芸術的表現の統合を説明するために多用される。
作曲家のリヒャルト・ワーグナーは、古代ギリシアギリシア悲劇ではこれらの諸要素は調和・統合されていたが、都市国家アテナイが崩壊した後にこれらの要素が分離したと考えた。1848年革命の時のような若さあふれる熱意を取り戻すことで、そういった総合美術が存在できる社会を実現しようとした。ワーグナーは当時の伝統的なオペラに対して、音楽に重点が置かれて脚本がおざなりになっていると批判した。
ワーグナーはバイロイトに劇場を建設するにあたって、劇場の照明・効果音・オーケストラの下降装置・舞台に注意を向けるための座席の再配置など、観客がオペラの世界に完全に没頭できる要素を非常に重視した。これらの概念は当時革命的であり、現在ではほとんどのオペラ作品にとって必須となっている。